# Reinhard Winter (Sportwissenschaftler)
Reinhard Winter (* 16. Juni 1928; † 14. Januar 2016) war ein deutscher Sportwissenschaftler und Hochschullehrer.

## Leben
Winter wurde während des Zweiten Weltkrieges im Januar 1945 als 16-Jähriger zum Reichsarbeitsdienst eingezogen und diente dann in der Marine. Nach dem Ende des Krieges arbeitete er als Neulehrer im Tessin in der Nähe von Rostock. Er legte eine Lehrerprüfung ab und nahm anschließend an der Universität Rostock ein Studium im Fach Erziehungswissenschaft auf. Ab 1952 absolvierte er eine Aspirantur und verbrachte dabei das erste Jahr an der Deutschen Hochschule für Körperkultur (DHfK) in Leipzig, ehe er an die Uni Rostock zurückkehrte und am dortigen Institut für Körpererziehung seine Aspirantur fortsetzte. 1963 schloss er seine Doktorarbeit zum Thema "Zur Entwicklung der Laufbewegungen bei Knaben und Mädchen im Schulalter: kinematographische Bewegungsanalysen vom Wettlauf bei Schülern des 1., 5. und 9. Schuljahres als Beitrag zur Erforschung der Bewegungsentwicklung des Menschen und zur Schulung der Laufbewegungen im Turnunterricht" ab. Anschließend war Winter ab 1964 am Institut für Bewegungslehre der DHfK tätig, anfänglich noch unter Kurt Meinel. 1978 wurde Winters Promotion B an der DHfK angenommen, die Schrift trug den Titel "Altersspezifika in der Ontogenese und Trainingsgestaltung als interdisziplinärer sportwissenschaftlicher Objektbereich sowie als Bestimmungsfaktor für den langfristigen Aufbau sportlicher Höchstleistungen: wissenschaftstheoretische Positionsbestimmungen. Trainingsmethodische Orientierungen zur sportlichen Ausbildung unter ontogenetischen Aspekten im Kindes- und Jugendalter". Winter war bis 1990 an der DHfK tätig.
Anlässlich seines Todes hieß es in einem Nachruf in den Leipziger Sportwissenschaftlichen Beiträgen, "kein anderer deutscher Sportwissenschaftler" sei "so eng mit dem wissenschaftlichen Thema der motorischen Ontogenese" verbunden gewesen wie Winter. Innerhalb der Beschäftigung mit der motorischen Entwicklung von Kindern und Jugendlichen und dem Nachwuchstraining befasste er sich mit der Frage der sensiblen Phasen im Kindes- und Jugendalter beziehungsweise dem Thema des besten motorischen Lernalters. Ab der siebten Auflage war Winter Mitverfasser des ursprünglich von Meinel herausgegebenen Standardwerkes "Bewegungslehre – Sportmotorik".